# Gustavo Gómez
Gustavo Raúl Gómez Portillo (ur. 6 maja 1993 w San Juan Bautista) – paragwajski piłkarz występujący na pozycji obrońcy w brazylijskim klubie Palmeiras. 

## Kariera klubowa

### Libertad
Gómez zadebiutował w lidze paragwajskiej w barwach klubu Libertad w roku 2011. W drugiej połowie 2013 roku zaczął regularnie występować w meczach. W Copa Sudamericana jego drużyna doszła do półfinału, a Gómez zdobywał bramki w meczach przeciwko Sport Recife, a także późniejszymi triumfatorami - Lanús. W roku 2014 zwyciężył w rozgrywkach otwarcia ligi paragwajskiej. 

### Lanús
Latem 2014 roku Gómez opuścił Libertad, aby zagrać w drużynie argentyńskiej Primera División - Lanús. W sezonie 2016 wywalczył z drużyną mistrzostwo Argentyny, a w trakcie całych rozgrywek jego zespół stracił zaledwie 10 bramek w 17 meczach.

### AC Milan
W dniu 5 sierpnia 2016 r. Gómez przeniósł się do AC Milan za opłatą w wysokości 8,5 mln euro, podpisując pięcioletni kontrakt. Tym samym został pierwszym piłkarzem z Paragwaju, który będzie występował w Milanie. Po dołączeniu do klubu wybrał numer 15, w hołdzie dla swojego byłego kolegi z drużyny Lanús, Diego Barisone, który zginął w wypadku samochodowym. W dniu 27 sierpnia 2016 roku zadebiutował w Serie A przeciwko Napoli w przegranym 4:2 spotkaniu.

### Palmeiras
2 sierpnia 2018 roku potwierdzono roczne wypożyczenie Gómeza do Palmeiras. W tym samym roku został mistrzem Brazylii. 5 lipca 2019 roku tuż po zakończeniu Copa America jego wypożyczenie zostało przedłużone na kolejne pół roku do stycznia 2020 roku. W styczniu wypożyczenie po raz kolejny przedłużono, tym razem do czerwca 2020 roku z obowiązkową klauzulą wykupu gracza. Ostatecznie w lipcu 2020 roku Palmeiras pozyskał gracza i podpisał z nim umowę do 2024 roku. Na początku 2021 roku triumfował z drużyną w rozgrywkach Copa Libertadores.

## Kariera międzynarodowa
Pierwsze powołanie Gómez miało miejsce w sierpniu 2013 roku przed towarzyskim meczem z Niemcami. W kadrze zadebiutował jednak dopiero w meczu z Boliwią 7 września 2013 roku. W tym spotkaniu zdobył także swojego pierwszego gola w reprezentacji. Był w kadrze Paragwaju na Copa América Centenario w 2016 roku, gdzie wystąpił we wszystkich 3 meczach. Znalazł się także w gronie 23 zawodników powołanych na Copa America.